# Piper sanvicentense
Piper sanvicentense är en pepparväxtart som beskrevs av Trel. & Yunck.. Piper sanvicentense ingår i släktet Piper och familjen pepparväxter. Inga underarter finns listade i Catalogue of Life.